# Coenosia changjianga
Coenosia changjianga este o specie de muște din genul Coenosia, familia Muscidae, descrisă de Xue în anul 1997. Conform Catalogue of Life specia Coenosia changjianga nu are subspecii cunoscute.